# آپ تاون (نیواورلئان)
آپ تاون (به انگلیسی: Uptown) یک منطقهٔ مسکونی در ایالات متحده آمریکا است که در لوئیزیانا واقع شده‌است. آپ تاون ۳٬۲۰۱ نفر جمعیت دارد و ۰٫۶۱ متر بالاتر از سطح دریا واقع شده‌است.